# وتيرة التنفس
وتيرة التنفس ومعدل التنفس أو سرعة النّفس هي عدد حركات التنفس خلال فترة زمنية معينة هي الدقيقة، بمعنى أنها تصف تواتر الشهيق أو الزفير في الدقيقة الواحدة.
تعطي وتيرة التنفس انطباعاً عاماً عن الوضع الحيوي للكائن الحي، كما أن اختلالات وتيرة التنفس تدل على اضطرابات خطيرة تمس حياة الكائن الحي. لذلك تعتبر وتيرة التنفس من العلامات الحيوية (بالإنجليزية: Vital signs)‏ الدالة على الوضع الصحي للمريض، وبما أن وتيرة التنفس تصلح بشكل مميز لتقدير خطورة الوضع الصحي، مما زاد الاهتمام بها في السنوات الأخيرة
ترتبط وتيرة التنفس بتواجد جهاز تنفسي متخصص، فالكائنات التي لا تحوي على جهاز تنفسي متخصص كالبكتيريا أو النباتات مثلاً، تتنفس بشكل متواصل دون أن تقوم بأي حركات تنفسية، وبالتالي لا يتواتر فيها التنفس بل يمضي مستمراً. يُدعى هذا التنفس بالتنفس الخلوي.

## معدل التنفس عند الإنسان
تختلف سرعة التنفس عند الإنسان بحسب العمر، فهي عند الأطفال أعلى منها عند البالغين. كما تختلف سرعة التنفس عند الإنسان بحسب الحاجة الوظيفية، فيزيد معدل التنفس عند ممارسة الرياضة أو التوتر النفسي والعصبي مثلاً، ويقل عند الراحة أو النوم.
| المرحلة العمرية | تواتر التنفس |
| --------------- | ------------ |
| مولود جديد      | 40-50 /دقيقة |
| الرضيع          | 30 /دقيقة    |
| الطفولة         | 20-25 /دقيقة |
| المراهقة        | 16-19 /دقيقة |
| البلوغ          | 12-15 /دقيقة |

## قياس وتيرة التنفس
يتم قياس وتيرة التنفس في وضعية الراحة بعَدِّ حركات التنفس (سواءً الشهيق أو الزفير) خلال دقيقة واحدة، ويُفضّل ألا يُلاحظ المريض عملية القياس حتى لا تتأثر سرعة التنفس بانفعال المريض. ويفضل أن يُرافق ذلك ملاحظة نمط تنفس المريض أي عمق التنفس وصعوبته، وذلك للمساعدة على تشخيص ضيق النفس أو الاختلالات التنفسية الأخرى.

## المعنى الوظيفي والتغيرات المرضية
يحافظ معدل التنفس على سرعته في الظروف العادية بشكل دقيق، وتكون الأنفاس بعمق متوسط أثناء الراحة وبدون استخدام العضلات الاضافية للتنفس ( عضلات تنفسية). لتحقيق تنفس طبيعي فإن بوسع الجسم تغيير عاملين أساسيين للتنفس هما: سرعة النفس وعمق النفس. ففي وقت الراحة تكون السرعة مابين 12-14 نَفَس في الدقيقة، وبعمق متوسط، ولكن في حالات التمارين الرياضية أو الجهد البدني فإن حاجة الجسم لكمية أكبر من الأكسجين، والتخلص من الكم المتزايد لثاني أكسيد الكربون تدعو الجسم لزيادة كمية الهواء المستنشق في كل حركة تنفسية (شهيق وزفير)، وفي نفس الوقت لزيادة في وتيرة التنفس، وتكون الزيادة هنا معتدلة. التحكم في هذه المعطيات يتم بوساطة مركز التنفس في الدماغ المتواجد في التشكيل الشبكي للبصلة الدماغية (باللاتينية: Formatio reticularis medullae oblongatae).
لكن في الحالات المرضية فإن قدرة الجسم على زيادة عمق التنفس تكون محدودة بسبب إصابة الرئة بمرضٍ ما، عادة ما يحد من قدرة الرئة على التهوية الكافية، ويحد من قدرتها على زيادة كمية الهواء الفعال في التنفس. لذلك فإن الجسم يعمد كبديل على زيادة وتيرة التنفس بشكل كبير للتعويض عن النقص في كمية الهواء، فتكون الزيادة هنا كبيرة، وترتفع وتيرة التنفس في الحالات الحرجة لتفوق أحياناً 40 نَفَس في الدقيقة. هذا التسارع الشديد في وتيرة التنفس يؤدي إلى زيادة في حجم الهواء غير المستغل، وبالتالي لا يكون كافياً للتعويض عن النقص في حجم الهواء المتبادل، ولكنه يشكل للجسم في هذه الحالات الطريقة الوحيدة لمحاولة التعويض عن الخلل في آلية التنفس. إلا أن التنفس بهذه السرعة يعني بنفس الوقت بذل جهد مضاعف للتنفس، بحيث أن عضلات التنفس الأساسية والمساندة تُرهق بشكل سريع، مما يشكل خطراً حاداً على حياة المريض إذا ما أصيب بالإعياء من عملية التنفس، وأصبح غير قادر على التنفس، فينهار المريض، مما قد يؤدي للوفاة. من هنا تتضح أهمية الاهتمام بوتيرة التنفس كمعيار لتقدير خطورة الخلل التنفسي تمهيداً لعلاجه.
وفي حالات مرضية أخرى تصيب مركز التنفس في الدماغ مثل الأمراض العصبية، فإن قدرة الدماغ على التفاعل مع التغيرات الطبيعية وغير الطبيعية تتأثر سلباً، مما قد يؤدي إلى تباطؤ شديد في التنفس، وإلى تنفس غير منتظم مع شهيق مفاجئ، ويُدعى هذا النمط التنفسي المرضي بنمط شين-ستوكس (بالإنجليزية: Cheyne-Stokes breathing)‏ وقد يؤدي في بعض الأحيان إلى توقف تام لآلية التنفس، كما يحدث في أمراض الشلل والسكتات الدماغية. لذا فإن ملاحظة هذه الحالات يبقى هو الوسيلة الوحيدة لعلاج المرضى من خلال تجهيزهم بمجسات تعمل على الإنذار بتوقف التنفس، وقد يتم تزويد المرضى بأجهزة تنفس بيتية لمنع اختناقهم بسبب عدم التنفس.